# Iraida García
Iraida García Ocasio (* 26. Mai 1989 in Jovellanos) ist eine ehemalige kubanische Radrennfahrerin.

## Sportliche Laufbahn
2007 wurde Iraida Garcia Junioren-Weltmeisterin im Scratch, im Punktefahren errang sie Bronze. Nach einer mehrjährigen Rennpause kehrte sie 2015 zurück und bestritt Rennen auf der Straße. 2016 wurde sie panamerikanische Meisterin im Straßenrennen.
2017 unterschrieb Garcia ihren ersten Vertrag bei einem UCI Women’s Team, beim S.C. Michela Fanini, wo sie eine Saison lang blieb. 2018 belegte sie im Straßenrennen der Panamerikameisterschaften Rang zwei, im Jahr darauf wurde sie Zweite der karibischen Meisterschaften.

## Erfolge
2007
- Junioren-Weltmeisterin – Scratch
- Junioren-Weltmeisterschaft – Punktefahren

2015
- eine Etappe Tour de San Luis

2016
- Panamerikameisterin – Straßenrennen
- eine Etappe Tour de San Luis

2018
- Panamerikameisterschaft – Straßenrennen

2019
- Karibische Meisterschaft – Straßenrennen